# Angical do Piauí
Angical do Piauí es una ciudad y un municipio brasileño del estado de Piauí. Se localiza en la microrregión del Medio Parnaíba Piauiense. El municipio tiene 212 km². Según el censo del IBGE del año 2010, la población era cercana a los 8000 habitantes.